# Synode des évêques sur les défis pastoraux de la famille dans le contexte de l'évangélisation
La IIIe assemblée générale extraordinaire du Synode des évêques, dont le thème était les défis pastoraux de la famille dans le contexte de l'évangélisation, populairement appelée le Synode sur la famille, s'est déroulée au Vatican du 5 au 19 octobre 2014, date de la béatification de Paul VI. Il a rassemblé 253 participants et était un synode préparatoire pour le synode des évêques devant se dérouler l'année suivante : le Synode des évêques sur la mission de la famille dans l'Église et dans le monde.

## Préparation

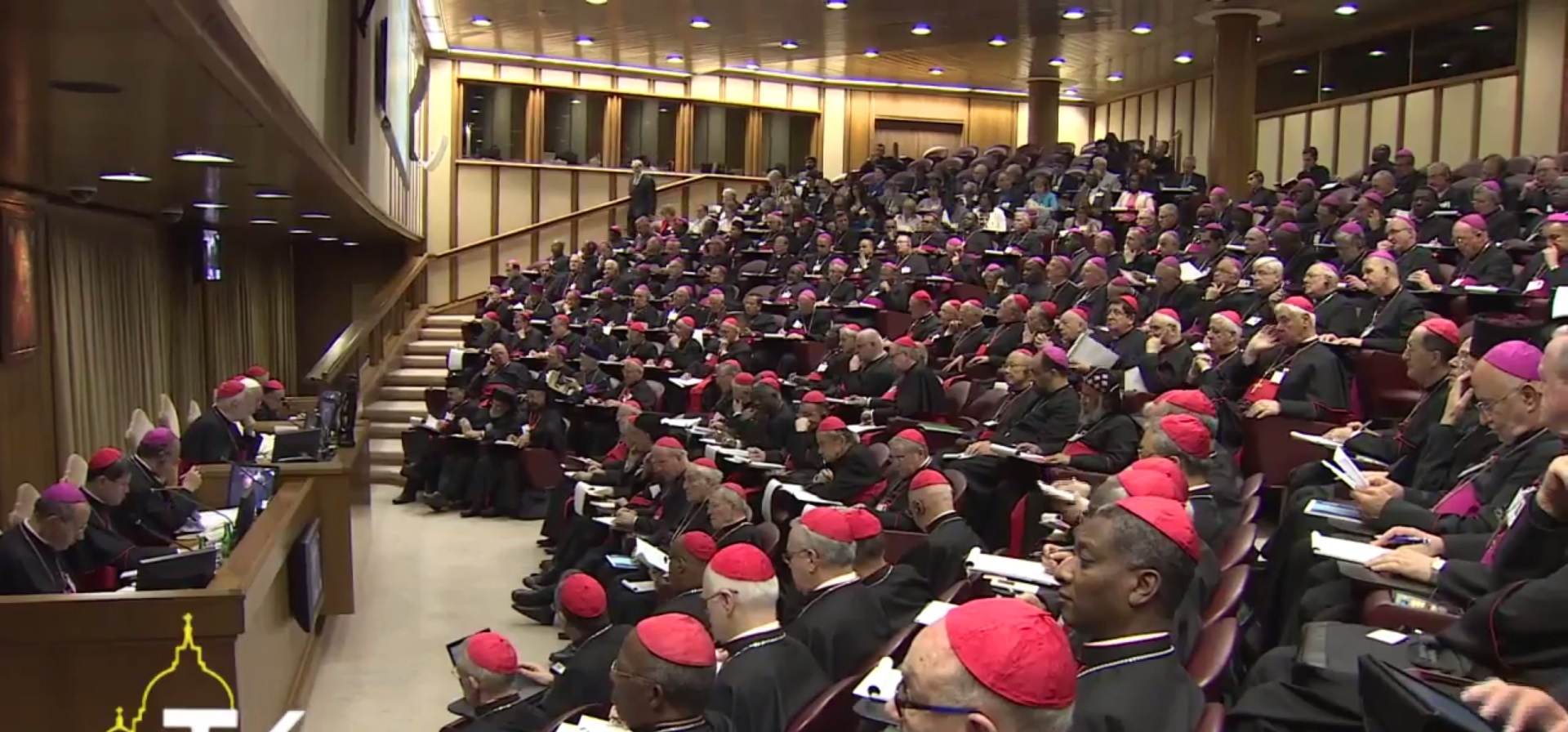
Assemblée générale du synode sous la présidence du pape François.

La tenue du synode est annoncée par le pape François début octobre 2013, après la première réunion du conseil des cardinaux. Le même sujet de la famille est également à l'ordre du jour du consistoire réuni en février 2014 et du synode ordinaire des évêques de 2015.
Un document préparatoire est réalisé par le Vatican, ainsi qu'un questionnaire envoyé à toutes les conférences épiscopales.
Les consultations des fidèles par les évêques ont lieu fin 2013, et un résumé des réponses est envoyé au Saint-Siège par chaque conférence épiscopale au début de 2014, avant le consistoire des 20 et 21 février. Les premières réponses, rendues publiques par les conférences épiscopales suisse, allemande et autrichienne, montrent un décalage net entre l'enseignement du magistère et les réalités vécues par les fidèles,,,.
En particulier, il apparaît chez les fidèles d'Europe un décalage entre « l'enseignement de l’Église et les choix des couples », décalage qui apparaît « tout particulièrement à propos de la contraception et des demandes que les divorcés-remariés adressent à l’Église à propos des sacrements de l'Eucharistie et de la réconciliation ».

## Liste des participants
Le pape François a nommé trois cardinaux pour présider tour à tour les différents travaux. Ils sont aidés dans leur tâche par un rapporteur général assisté par un secrétaire spécial et un secrétaire général.
Dans la liste des participants, on trouve les primats des églises orientales catholiques (13 personnes), les présidents des conférences épiscopales (114 personnes), les membres de la Curie (25 personnes) et les participants nommés par le pape (26 personnes), 3 représentants des instituts religieux de clercs, ainsi que de nombreux experts.
| Portrait                                  | Nom Dates de naissance                   | fonctions |
| ----------------------------------------- | ---------------------------------------- | --- |
| Président du Synode des évêques           |                                          | |
|                                           | François 17 décembre 1936                | Pape |
| Secrétaire général du Synode des évêques  |                                          | |
|                                           | Lorenzo Baldisseri 29 septembre 1940     | cardinal |
| Présidents délégués du Synode des évêques |                                          | |
|                                           | André Vingt-Trois 7 novembre 1942        | archevêque de Paris |
|                                           | Luis Antonio Tagle 21 juin 1957          | cardinal de Manille |
|                                           | Raymundo Damasceno Assis 15 février 1937 | archevêque d'Aparecida Président de la Conférence nationale des évêques du Brésil                                                                                      |
| Rapporteur général du Synode des évêques  |                                          | |
|                                           | Péter Erdő 25 juin 1952                  | archevêque d'Esztergom-Budapest primat de Hongrie Président de la Conférence catholique des évêques hongrois Président du Conseil des conférences épiscopales d’Europe |
| Secrétaire spécial du Synode des évêques  |                                          | |
|                                           | Bruno Forte 1er août 1949                | archevêque de Chieti |

## Conclusions
Le 13 octobre, un document de travail est publié, qui propose un assouplissement de la position de l’Église envers les divorcés-remariés et les homosexuels, en reprenant notamment des propositions du cardinal réformateur allemand Walter Kasper. Cette évolution de la doctrine est dénoncée par une partie des participants au synode, dont le cardinal conservateur américain Raymond Leo Burke, un des principaux représentants de l'opposition conservatrice. Le texte reconnaissait des « qualités » et des « aspects positifs » aux unions et couples habituellement non reconnus par l’Église : personnes mariées civilement, en concubinage, divorcées-remariées, ou bien encore homosexuelles,.
Le 18 octobre, est publié le rapport final, « nettement plus réservé » que le texte intermédiaire, selon le cardinal Christoph Schönborn, en particulier concernant les homosexuels, en tenant compte des évêques de « pays de cultures très différentes »,. Trois paragraphes sur soixante-deux sont malgré tout rejetés, chaque paragraphe devant recevoir la majorité des deux tiers pour être adopté. Un des paragraphes rejeté porte sur l'homosexualité, et les deux autres sur les divorcés-remariés, sujets qui ont fortement divisé les prélats durant toute la durée du synode. Ces paragraphes obtiennent tous, néanmoins, la majorité simple : le paragraphe sur l'homosexualité est rejeté à 118 voix pour (64 %), 62 contre et 3 abstentions, et les deux autres paragraphes respectivement à 112 (61 %) et 104 (57 %) voix pour. Le pape François précise, à l'issue du synode, que ce document, incluant les trois paragraphes rejetés qui n'ont pas été retirés du texte final, reste un « document de travail », qui servira de point de départ pour la seconde étape du synode, en octobre 2015,,.
Le synode est clos par la béatification de Paul VI, en présence des 253 pères synodaux et du pape émérite Benoît XVI.